# The White Shadow (film)
The White Shadow is een Britse stomme film uit 1923 die geregisseerd werd door Graham Cutts. Hij deed dit in nauwe samenwerking met Alfred Hitchcock. Daarom wordt The White Shadow ook wel als de allereerste Hitchcockfilm gezien. De film werd opgenomen in de studio's van Gainsborough Pictures.
De film was lange tijd verloren. In augustus 2011 werd de helft van de film (drie van de zes filmrollen) teruggevonden in een Nieuw-Zeelands filmarchief.

## Synopsis
Het verhaal gaat over twee tweelingzussen, Nancy en Georgina. De één is goed, de andere slecht.

## Cast
| Acteur         | Personage                    |
| -------------- | ---------------------------- |
| Betty Compson  | Nancy Brent / Georgina Brent |
| Clive Brook    | Robin Field                  |
| Henry Victor   | Louis Chadwick               |
| A.B. Imeson    | Mr. Brent                    |
| Olaf Hytten    | Herbert Barnes               |
| Daisy Campbell | Elizabeth Brent              |